# Гвинейско-сенегальские отношения
Гвинейско-сенегальские отношения — двусторонние дипломатические отношения между Гвинеей и Сенегалом. Протяжённость государственной границы между странами составляет 363 км.

## История
Гвинея и Сенегал являются членами Экономического сообщества стран Западной Африки (ЭКОВАС). В 1990 году страны стали участницами программы создания единых вооружённых сил среди стран ЭКОВАС, которая получила название Группа мониторинга экономического сообщества стран Западной Африки (ЭКОМОГ). В 1999 году Сенегал и Гвинея послали войска, чтобы свергнуть председателя Высшего совета военной хунты Гвинеи-Бисау Ансумане Мане.

## Дипломатические представительства
- Гвинея имеет посольство в Дакаре[4].
- Сенегал содержит посольство в Конакри[5].